# Ottone VIII di Baviera
Ottone VIII di Wittelsbach (prima del 1180 – Oberndorf, 7 marzo 1209) fu un conte palatino di Baviera. Egli è noto principalmente per essere l'assassino di Filippo di Svevia e per il regicidio commesso, fu decapitato.

## Biografia
Ottone VIII era figlio di Ottone VII († 18 agosto 1189) e di Benedetta di Moosburg. Tramite suo padre, egli era il nipote di Ottone IV, conte di Scheyern. Il primo Ottone era fratello minore di Ottone I, che divenne il primo duca di Baviera della dinastia Wittelsbach nel 1180; un altro fratello maggiore era Corrado I, arcivescovo di Magonza dal 1162 al 1165 e dal 1183 al 1200, e successivamente arcivescovo di Salisburgo con il nome di Corrado III, dal 1177 al 1183. Ottone ebbe come nipote il duca Ludovico I di Kelheim.
Ottone VIII viene menzionato per la prima volta nel 1193 come successore di suo padre nel palatinato bavarese. Tuttavia egli appare molto poco nelle fonti degli anni seguenti. Risulta sostenitore di colui che ucciderà, Filippo di Svevia, accettando che la sua firma apparisse nella dichiarazione dei principi di Spira nel 1199.

## Assassinio di Filippo di Svevia

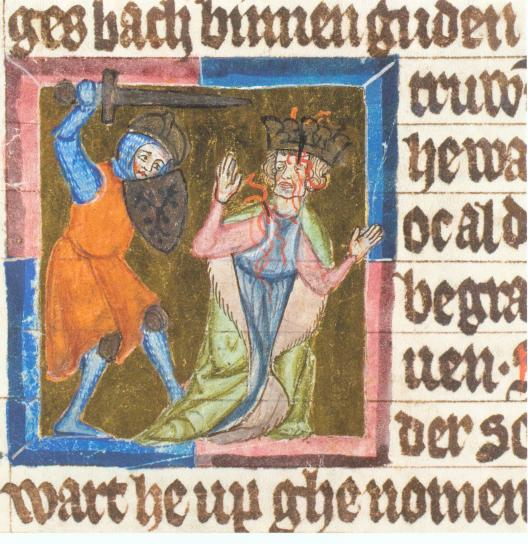
L'uccisione di Filippo di Svevia sul Sächsische Weltchronik.

Il 21 giugno 1208, Ottone passò alla ribalta della politica internazionale assassinando il re ed imperatore eletto Filippo di Svevia a Bamberga, durante il matrimonio di sua nipote e contessa Beatrice II di Borgogna con Ottone II di Merania. Mentre Filippo stava riposando nelle sue stanze nella Vecchia Corte dopo il pranzo e i festeggiamenti, Ottone cercò inaspettatamente di avere un'udienza. Il re acconsentì alla sua richiesta e una volta in sua presenza, Ottone estrasse la spada e tagliò la carotide del re, per poi fuggire. Secondo le Cronache di San Gallo, invece, Ottone uccise il sovrano per strangolamento.
Le motivazioni di questo assassinio non sono mai state chiarite. Il giovane conte, noto per il suo carattere instabile, sarebbe stato furioso per l'aver appreso che il suo fidanzamento con Gertrude di Slesia era stato interrotto dal padre della giovane principessa, il duca Enrico I il Barbuto della dinastia Piast. Il duca Enrico sembra fosse venuto a conoscenza della personalità crudele di Ottone e, preoccupato per il benessere di sua figlia, avrebbe deciso di interrompere il progetto matrimoniale. Inoltre Ottone criticò la decisione di Filippo di far fidanzare la propria figlia Cunegonda con Venceslao I di Boemia nel 1207. È possibile che Ottone abbia immaginato che un'altra delle figlie di Filippo gli sarebbe stata proposta il giorno del matrimonio a Bamberga e, nonostante ciò, avrebbe promesso di vendicarsi del re dei tedeschi. Secondo le Cronache di San Gallo, Ottone uccise il sovrano in quanto egli ruppe il fidanzamento tra il conte palatino e la figlia Beatrice per darla «al re di Spagna», da identificare con Ferdinando III di Castiglia.
La vedova di Filippo, Irene, allora incinta, si rifugiò nel castello di Hohenstaufen; qua ebbe un aborto e morì il 27 agosto, lasciando quattro ragazze dai tre ai dieci anni. Era rimasto solo un solo membro maschio della famiglia Hohenstaufen.
Il partito degli Staufen si rivolse a Ottone IV, che fu l'unico sovrano dell'impero dal 1208 al 1212. Il duca Ludovico I di Kelheim divenne primo membro del partito degli Staufen a unirsi a Ottone IV, riuscendo a convincerlo della colpa di Ottone VIII di Wittelsbach e del vescovo Egberto di Andechs. Ludovico I confiscò la proprietà detenuta dalla dinastia degli Andech in Baviera, anche dopo che fu dimostrata l'innocenza di Egberto. In segno di gratitudine per i servizi resi, Ottone IV confermò Ludovico nella sua dignità di duca di Baviera. Nella Pentecoste del 1212, il figlio di Ludovico, Ottone l'Illustre sposò Agnese del Palatinato, erede dei beni dei Welfen nel Palatinato. Nell'autunno dello stesso anno, Ludovico I tornò al campo di Hohenstaufen. Nel 1214 divenne conte Palatino del Reno.

## Morte
Il 7 marzo 1209, dichiarato fuorilegge, Ottone di Wittelsbach fu messo a morte dal maresciallo imperiale Enrico di Kalden a Oberndorf di Bad Abbach, vicino a Kelheim, con la testa gettata nel Danubio, mentre il suo cadavere fu tenuto in una botte per anni. I monaci dell'abbazia di Indersdorf rubarono la botte e seppellirono il corpo nel terreno del monastero.
Una strada e una piccola piazza portano il nome di Ottone VIII nel villaggio di Oberndorf. Dal 2002 una targa ricorda la sua morte in quel luogo.